# Kardynałowie z nominacji Jana Pawła II
Podczas swego ponad dwudziestosześcioletniego pontyfikatu papież Jan Paweł II powołał więcej kardynałów, niż którykolwiek z jego poprzedników. Na dziewięciu konsystorzach papież kreował kardynałami 231 duchownych katolickich. Było wśród nich 10 Polaków oraz jeden z jego następców, Jorge Mario Bergoglio, późniejszy papież Franciszek.

## Konsystorz z 30 czerwca 1979
1. Agostino Casaroli (Włochy), tytularny arcybiskup Kartaginy, prosekretarz stanu, proprefekt Rady Publicznych Spraw Kościoła – kardynał prezbiter Ss. XII Apostoli, następnie kardynał biskup Porto-Santa Rufina (25 maja 1985); od 24 listopada 1994 bez uprawnień elektorskich, zm. 9 czerwca 1998
2. Giuseppe Caprio (Włochy), tytularny arcybiskup Apollonii, proprezydent Administracji Patrymonium Stolicy Apostolskiej – kardynał diakon S. Maria Ausiliatrice in Via Tuscolana, następnie kardynał prezbiter S. Maria della Vittoria (26 listopada 1990); od 15 listopada 1994 bez uprawnień elektorskich, zm. 15 października 2005
3. Marco Cé (Włochy), patriarcha Wenecji – kardynał prezbiter S. Marco; od 8 lipca 2005 bez uprawnień elektorskich, zm. 12 maja 2014
4. Egano Righi Lambertini, tytularny arcybiskup Doklei, nuncjusz we Francji, stały obserwator przy Radzie Europy – kardynał diakon S. Giovanni Bosco, następnie kardynał prezbiter S. Maria in Via (26 listopada 1990); od 22 lutego 1986 bez uprawnień elektorskich, zm. 4 października 2000
5. Joseph-Marie Trịnh Văn Căn (Wietnam), arcybiskup Hanoi – kardynał prezbiter S. Maria in Via, zm. 18 maja 1990
6. Ernesto Civardi (Włochy), tytularny arcybiskup Sardyki, sekretarz Kongregacji ds. Biskupów, sekretarz Kolegium Kardynałów – kardynał diakon S. Teodoro; od 21 października 1986 bez uprawnień elektorskich, zm. 28 listopada 1989
7. Ernesto Corripio Ahumada (Meksyk), arcybiskup Meksyku – kardynał prezbiter Immacolata al Tiburtino; od 29 czerwca 1999 bez uprawnień elektorskich, zm. 10 kwietnia 2008
8. Joseph Asajirō Satowaki (Japonia), arcybiskup Nagasaki – kardynał prezbiter S. Maria della Pace; od 1 lutego 1984 bez uprawnień elektorskich, zm. 8 sierpnia 1996
9. Roger Etchegaray (Francja), arcybiskup Marsylii – kardynał prezbiter S. Leone I, następnie kardynał biskup Porto-Santa Rufina (24 czerwca 1998); od 25 września 2002 bez uprawnień elektorskich, zm. 4 września 2019
10. Anastasio Alberto Ballestrero OCD (Włochy), arcybiskup Turynu – kardynał prezbiter S. Maria sopra Minerva; od 3 października 1993 bez uprawnień elektorskich, zm. 21 czerwca 1998
11. Tomás Ó Fiaich (Irlandia), arcybiskup Armagh – kardynał prezbiter S. Patrizio, zm. 8 maja 1990
12. Gerald Emmett Carter (Kanada), arcybiskup Toronto – kardynał prezbiter S. Maria in Traspontina; od 11 marca 1992 bez uprawnień elektorskich, zm. 6 kwietnia 2003
13. Franciszek Macharski (Polska), arcybiskup Krakowa – kardynał prezbiter S. Giovanni a Porta Latina; od 20 maja 2007 bez uprawnień elektorskich, zm. 2 sierpnia 2016
14. Władysław Rubin (Polska), tytularny biskup Serta i pomocniczy biskup Gniezna, sekretarz generalny Światowego Synodu Biskupów – kardynał diakon S. Maria in Via Lata, następnie kardynał prezbiter S. Maria in Via Lata (26 listopada 1990), zm. 28 listopada 1990

### Nominacjain pectore, opublikowana 28 czerwca 1991
1. Ignatius Kung Pin-mei (Chiny), biskup Szanghaju, administrator diecezji Suzhou – kardynał prezbiter S. Sisto (tytuł nadany 30 czerwca 1991); w chwili publikacji nie miał już uprawnień elektorskich (utracił je 2 sierpnia 1981), zm. 12 marca 2000

## Konsystorz z 2 lutego 1983
1. Antoine-Pierre Khoraiche (Liban), maronicki patriarcha Antiochii – kardynał-patriarcha; od 20 września 1987 bez uprawnień elektorskich, zm. 19 sierpnia 1994
2. Bernard Yago (Wybrzeże Kości Słoniowej), arcybiskup Abidżanu – kardynał prezbiter S. Crisogono; od lipca 1996 bez uprawnień elektorskich, zm. 5 października 1997
3. Aurelio Sabattani (Włochy), tytularny arcybiskup Giustiniana Prima, proprefekt Sygnatury Apostolskiej – kardynał diakon S. Apollinare, następnie kardynał prezbiter S. Apollinare (5 kwietnia 1993); od 18 października 1992 bez uprawnień elektorskich, zm. 19 kwietnia 2003
4. Franjo Kuharić (Chorwacja), arcybiskup Zagrzebia – kardynał prezbiter S. Girolamo dei Croati; od 15 kwietnia 1999 bez uprawnień elektorskich, zm. 11 marca 2002
5. Giuseppe Casoria (Włochy), tytularny arcybiskup Vescovio, proprefekt Kongregacji Kultu Bożego i Sakramentów – kardynał diakon S. Giuseppe in Via Trionfale, następnie kardynał prezbiter S. Giuseppe in Via Trionfale (5 kwietnia 1993); od 1 października 1988 bez uprawnień elektorskich, zm. 8 lutego 2001
6. José Lebrún Moratinos (Wenezuela), arcybiskup Caracas – kardynał prezbiter S. Pancrazio; od 19 marca 1999 bez uprawnień elektorskich, zm. 21 lutego 2001
7. Joseph Bernardin (USA), arcybiskup Chicago – kardynał prezbiter Gesù Divin Lavoratore, zm. 14 listopada 1996
8. Michael Michai Kitbunchu (Tajlandia), arcybiskup Bangkoku – kardynał prezbiter S. Lorenzo in Panisperna; od 25 stycznia 2009 bez uprawnień elektorskich
9. Alexandre do Nascimento (Angola), arcybiskup Lubango – kardynał prezbiter S. Marco in Agro Laurentino; od 1 marca 2005 bez uprawnień elektorskich, zm. 28 września 2024
10. Alfonso López Trujillo (Kolumbia), arcybiskup Medellin – kardynał prezbiter S. Prisca, następnie kardynał biskup Frascati (17 listopada 2001), zm. 19 kwietnia 2008
11. Godfried Danneels (Belgia), arcybiskup Mechelen-Brukseli – kardynał prezbiter S. Anastasia; od 4 czerwca 2013 bez uprawnień elektorskich, zm. 14 marca 2019
12. Thomas Stafford Williams (Nowa Zelandia), arcybiskup Wellington – kardynał prezbiter Gesù Divin Maestro alla Pineta Sacchetti; od 20 marca 2010 bez uprawnień elektorskich, zm. 22 grudnia 2023
13. Carlo Maria Martini SJ (Włochy), arcybiskup Mediolanu – kardynał prezbiter S. Cecilia; od 15 lutego 2007 bez uprawnień elektorskich, zm. 31 sierpnia 2012
14. Jean-Marie Lustiger (Francja), arcybiskup Paryża – kardynał prezbiter Ss. Marcellino e Pietro, następnie kardynał prezbiter S. Luigi Francesi (26 listopada 1994); od 17 września 2006 bez uprawnień elektorskich, zm. 5 sierpnia 2007
15. Józef Glemp (Polska), arcybiskup Gniezna i Warszawy – kardynał prezbiter S. Maria in Trastevere; od 18 grudnia 2009 bez uprawnień elektorskich, zm. 23 stycznia 2013
16. Julijans Vaivods (ZSRR), tytularny biskup Macriana Maggiore, administrator diecezji Rygi i Lipawy – kardynał prezbiter Ss. IV Coronati; od chwili nominacji bez uprawnień elektorskich, zm. 24 maja 1990
17. Joachim Meisner (Niemcy), biskup Berlina – kardynał prezbiter S. Pudenziana; od 25 grudnia 2013 bez uprawnień elektorskich, zm. 5 lipca 2017
18. Henri de Lubac SJ (Francja) – kardynał diakon S. Maria in Domnica; od chwili nominacji bez uprawnień elektorskich, zm. 4 września 1991

## Konsystorz z 25 maja 1985
1. Luigi Dadaglio (Włochy), tytularny arcybiskup Lero, propenitencjariusz większy – kardynał diakon S. Pio V a Villa Carpegna, zm. 22 sierpnia 1990
2. Duraisamy Simon Lourdusamy (Indie), emerytowany arcybiskup Bangalore, sekretarz Kongregacji Ewangelizacji Narodów – kardynał diakon S. Maria delle Grazie alle Fornaci fuori Porta Cavalleggeri, następnie kardynał prezbiter S. Maria delle Grazie alle Fornaci fuori Porta Cavalleggeri (29 stycznia 1996); od 5 lutego 2004 bez uprawnień elektorskich, zm. 1 czerwca 2014
3. Francis Arinze (Nigeria), emerytowany arcybiskup Onitsha, proprezydent Sekretariatu dla Niechrześcijan – kardynał diakon S. Giovanni della Pigna, następnie kardynał prezbiter S. Giovanni della Pigna (29 stycznia 1996), kardynał biskup Velletri-Segni (25 kwietnia 2005); od 1 listopada 2012 bez uprawnień elektorskich
4. Juan Francisco Fresno Larrain (Chile), arcybiskup Santiago de Chile – kardynał prezbiter S. Maria Immacolata di Lourdes a Boccea; od 26 lipca 1994 bez uprawnień elektorskich, zm. 14 października 2004
5. Antonio Innocenti (Włochy), tytularny arcybiskup Eclano, nuncjusz w Hiszpanii – kardynał diakon S. Maria in Aquiro, następnie kardynał prezbiter S. Maria in Aquiro (29 stycznia 1996); od 23 sierpnia 1995 bez uprawnień elektorskich, zm. 6 września 2008
6. Miguel Obando Bravo SBD (Nikaragua), arcybiskup Managui – kardynał prezbiter S. Giovanni Evangelista a Spinaceto; od 2 lutego 2006 bez uprawnień elektorskich, zm. 3 czerwca 2018
7. Paul Augustin Mayer OSB (Niemcy), tytularny arcybiskup Satriano, proprefekt Kongregacji ds. Sakramentów i Kultu Bożego – kardynał diakon S. Anselmo all’Aventino, następnie kardynał prezbiter S. Anselmo all’Aventino (29 stycznia 1996); od 23 maja 1991 bez uprawnień elektorskich, zm. 30 kwietnia 2010
8. Ángel Suquía Goicoechea (Hiszpania), arcybiskup Madrytu – kardynał prezbiter Gran Madre di Dio; od 2 października 1996 bez uprawnień elektorskich, zm. 13 lipca 2006
9. Jean Jérôme Hamer OP (Belgia), tytularny arcybiskup Lorium, proprefekt Kongregacji ds. Zakonów i Instytutów Świeckich – kardynał diakon S. Saba, następnie kardynał prezbiter S. Saba (29 stycznia 1996); od 1 czerwca 1996 bez uprawnień elektorskich, zm. 2 grudnia 1996
10. Ricardo Vidal (Filipiny), arcybiskup Cebu – kardynał prezbiter Ss. Pietro e Paolo a Via Ostiense; od 6 lutego 2011 bez uprawnień elektorskich, zm. 18 października 2017
11. Henryk Roman Gulbinowicz (Polska), arcybiskup Wrocławia – kardynał prezbiter Immacolata Concezione di Maria a Grottarosa; od 17 października 2003 bez uprawnień elektorskich, zm. 16 listopada 2020
12. Paulos Tzadua (Etiopia), arcybiskup Addis Abeby – kardynał prezbiter SS. Nome di Maria a Via Latina; od 25 sierpnia 2001 bez uprawnień elektorskich, zm. 11 grudnia 2003
13. Jozef Tomko (Słowacja), tytularny arcybiskup Doklei, sekretarz generalny Światowego Synodu Biskupów – kardynał diakon Gesù Buon Pastore alla Montagnola, następnie kardynał prezbiter S. Sabina (29 stycznia 1996); od 11 marca 2004 bez uprawnień elektorskich, zm. 8 sierpnia 2022
14. Myrosław Lubacziwski (Ukraina), greckokatolicki arcybiskup większy Lwowa – kardynał prezbiter S. Sofia a Via Boccea; od 24 czerwca 1994 bez uprawnień elektorskich, zm. 14 grudnia 2000
15. Andrzej Maria Deskur (Polska), tytularny arcybiskup Tene – kardynał diakon S. Cesareo in Palatio, następnie kardynał prezbiter S. Cesareo in Palatio (29 stycznia 1996); od 29 lutego 2004 bez uprawnień elektorskich, zm. 3 września 2011
16. Paul Poupard (Francja), tytularny arcybiskup Usula, proprezydent Sekretariatu dla Niewierzących – kardynał diakon S. Eugenio, następnie kardynał prezbiter S. Prassede (29 stycznia 1996); od 30 sierpnia 2010 bez uprawnień elektorskich
17. Louis-Albert Vachon (Kanada), arcybiskup Quebec – kardynał prezbiter Paolo della Croce a „Corviale”; od 4 lutego 1992 bez uprawnień elektorskich, zm. 29 września 2006
18. Albert Decourtray (Francja), arcybiskup Lyonu – kardynał prezbiter SS. Trinita al Monte Pincio, zm. 16 września 1994
19. Rosalio José Castillo Lara SDB (Wenezuela), tytularny arcybiskup Precausa, pro-przewodniczący Papieskiej Rady ds. Autentycznej Interpretacji Kodeksu Prawa Kanonicznego – kardynał diakon Nostra Signora di Coromoto in S. Giovanni di Dio, następnie kardynał prezbiter Nostra Signora di Coromoto in S. Giovanni di Dio (29 stycznia 1996); od 4 września 2002 bez uprawnień elektorskich, zm. 16 października 2007
20. Friedrich Wetter (Niemcy), arcybiskup Monachium-Fryzyngi – kardynał prezbiter S. Stefano al Monte Celio; od 20 lutego 2008 bez uprawnień elektorskich
21. Silvano Piovanelli (Włochy), arcybiskup Florencji – kardynał prezbiter S. Maria delle Grazie a Via Trionfale; od 21 lutego 2004 bez uprawnień elektorskich, zm. 9 lipca 2016
22. Adrianus Simonis (Holandia), arcybiskup Utrechtu – kardynał prezbiter S. Clemente; od 26 listopada 2011 bez uprawnień elektorskich, zm. 2 września 2020
23. Édouard Gagnon PSS (Kanada), tytularny arcybiskup Giustiniana prima, proprzewodniczący Papieskiej Rady ds. Rodziny – kardynał diakon S. Elena fuori Porta Prenestina, następnie kardynał prezbiter S. Marcello (29 stycznia 1996); od 15 stycznia 1998 bez uprawnień elektorskich, zm. 25 sierpnia 2007
24. Alfons Maria Stickler SDB (Austria), tytularny arcybiskup Bolseny, probibliotekarz i proarchiwista św. Kościoła Rzymskiego – kardynał diakon S. Giorgio in Velabro, następnie kardynał prezbiter S. Giorgio in Velabro (29 stycznia 1996); od 23 sierpnia 1990 bez uprawnień elektorskich, zm. 12 grudnia 2007
25. Bernard Law (USA), arcybiskup Bostonu – kardynał prezbiter S. Susanna; od 4 listopada 2011 bez uprawnień elektorskich, zm. 20 grudnia 2017
26. John O’Connor (USA), arcybiskup Nowego Jorku – kardynał prezbiter Ss. Giovanni e Paolo; od 15 stycznia 2000 bez uprawnień elektorskich, zm. 3 maja 2000
27. Giacomo Biffi (Włochy), arcybiskup Bolonii – kardynał prezbiter Ss. Giovanni Evangelista e Petronio; od 13 czerwca 2008 bez uprawnień elektorskich, zm. 11 lipca 2015
28. Pietro Pavan (Włochy) – kardynał diakon S. Francesca da Paola ai Monte; od chwili nominacji bez uprawnień elektorskich, zm. 26 grudnia 1994

## Konsystorz z 28 czerwca 1988
1. Eduardo Martínez Somalo (Hiszpania), tytularny arcybiskup Tagora, substytut sekretarza stanu – kardynał diakon SS. Nome di Gesu, następnie kardynał prezbiter SS. Nome di Gesu (9 stycznia 1999); od 31 marca 2007 bez uprawnień elektorskich, zm. 10 sierpnia 2021
2. Achille Silvestrini (Włochy), tytularny arcybiskup Novaliciana, sekretarz Rady Publicznych Spraw Kościoła – kardynał diakon S. Benedetti fuori Porta S. Paolo, następnie kardynał prezbiter S. Benedetto fuori Porta S. Paolo (9 stycznia 1999); od 25 października 2003 bez uprawnień elektorskich, zm. 29 sierpnia 2019
3. Angelo Felici (Włochy), tytularny arcybiskup Cesariana, nuncjusz we Francji – kardynał diakon Ss. Biagio e Carlo ai Catinari, następnie kardynał prezbiter Ss. Biagio e Carlo ai Catinari (9 stycznia 1999); od 26 lipca 1999 bez uprawnień elektorskich, zm. 17 czerwca 2007
4. Paul Grégoire (Kanada), arcybiskup Montrealu – kardynał prezbiter Nostra Signora del SS. Sacramento e Ss. Martiri Canadesi; od 24 października 1991 bez uprawnień elektorskich, zm. 30 października 1993
5. Antony Padiyara (Indie), syromalabarski arcybiskup większy Ernakulam – kardynał prezbiter S. Maria „Regina Pacis” a Monte Verde, zm. 23 marca 2000
6. José Freire Falcão (Brazylia), arcybiskup Brasilii – kardynał prezbiter S. Luca a Via Prenestina; od 23 października 2005 bez uprawnień elektorskich, zm. 26 września 2021
7. Michele Giordano (Włochy), arcybiskup Neapolu – kardynał prezbiter S. Gioacchino ai Prati di Castello; od 26 września 2010 bez uprawnień elektorskich, zm. 2 grudnia 2010
8. Alexandre José Maria dos Santos OFM (Mozambik), arcybiskup Maputo – kardynał prezbiter S. Frumenzio ai Prati Fiscali; od 18 marca 2004 bez uprawnień elektorskich, zm. 29 września 2021
9. Giovanni Canestri (Włochy), arcybiskup Genui – kardynał prezbiter S. Andrea della Valle; od 30 września 1998 bez uprawnień elektorskich, zm. 29 kwietnia 2015
10. Antonio María Javierre Ortas SDB (Hiszpania), tytularny arcybiskup Meta, sekretarz Kongregacji Wychowania Katolickiego – kardynał diakon S. Maria Liberatrice a Monte Testaccio, następnie kardynał prezbiter S. Maria Liberatrice a Monte Testaccio (9 stycznia 1999); od 21 lutego 2001 bez uprawnień elektorskich, zm. 1 lutego 2007
11. Simon Pimenta (Indie), arcybiskup Bombaju – kardynał prezbiter S. Maria Regina Mundi a Torre Spaccata; od 1 marca 2000 bez uprawnień elektorskich, zm. 19 lipca 2013
12. Mario Revollo Bravo (Kolumbia), arcybiskup Bogoty – kardynał prezbiter S. Bartolomeo all’Isola, zm. 3 listopada 1995
13. Edward Bede Clancy (Australia), arcybiskup Sydney – kardynał prezbiter S. Maria in Vallicella; od 13 grudnia 2003 bez uprawnień elektorskich, zm. 3 sierpnia 2014
14. Lucas Moreira Neves OP (Brazylia), arcybiskup São Salvador de Bahia – kardynał prezbiter Ss. Bonifacio ed Alessio, następnie kardynał biskup Sabina -Poggio Mirteto (25 czerwca 1998), zm. 8 września 2002
15. James Aloysius Hickey (USA), arcybiskup Waszyngtonu – kardynał prezbiter S. Maria Madre del Redentore a Tor Bella Monaca; od 11 października 2000 bez uprawnień elektorskich, zm. 24 października 2004
16. Edmund Szoka (USA), arcybiskup Detroit – kardynał prezbiter Ss. Andrea e Gregorio al Monte Celio; od 14 września 2007 bez uprawnień elektorskich, zm. 20 sierpnia 2014
17. László Paskai OFM (Węgry), arcybiskup Ostrzyhomia – kardynał prezbiter S. Teresa al Corso d’Italia; od 8 maja 2007 bez uprawnień elektorskich, zm. 17 sierpnia 2015
18. Christian Wiyghan Tumi (Kamerun), arcybiskup Garoua – kardynał prezbiter Ss. Martiri dell’Uganda a Poggio Ameno; od 15 października 2010 bez uprawnień elektorskich, zm. 3 kwietnia 2021
19. Hans Hermann Groër OSB (Austria), arcybiskup Wiednia – kardynał prezbiter Ss. Gioacchino ed Anna al Tuscolano; od 13 października 1999 bez uprawnień elektorskich, zm. 24 marca 2003
20. Jacques Martin (Francja), tytularny arcybiskup Neapolu Palestyńskiego – kardynał diakon S. Cuore di Cristo Re; od 26 sierpnia 1988 bez uprawnień elektorskich, zm. 27 września 1992
21. Franz Hengsbach (Niemcy), biskup Essen – kardynał prezbiter Nostra Signora di Guadelupe a Monte Mario; od 10 września 1990 bez uprawnień elektorskich, zm. 24 czerwca 1991
22. Vincentas Sladkevičius (Litwa), tytularny biskup Abora, administrator diecezji Koszedary – kardynał prezbiter Spirito Santo alla Ferratella, zm. 28 maja 2000
23. Jean Margéot (Mauritius), biskup Port Louis – kardynał prezbiter S. Gabriele Arcangelo all’Acque Traversa; od 3 lutego 1996 bez uprawnień elektorskich, zm. 17 lipca 2009
24. John Baptist Wu Cheng-chung (Hongkong), biskup Hongkongu – kardynał prezbiter Beata Vergine Maria del Monte Carmelo a Mostacciano, zm. 23 września 2002

Hans Urs von Balthasar (Szwajcaria) zmarł dwa dni przed konsystorzem; jego nominacja została już ogłoszona, ale nie doszła do skutku.

## Konsystorz z 28 czerwca 1991
1. Angelo Sodano (Włochy), tytularny arcybiskup Nova di Cesare, prosekretarz stanu – kardynał prezbiter S. Maria Nuova, następnie kardynał biskup Albano (10 stycznia 1994), kardynał biskup Ostii i Albano (30 kwietnia 2005); od 23 listopada 2007 bez uprawnień elektorskich, zm. 27 maja 2022
2. Alexandru Todea (Rumunia), greckokatolicki arcybiskup większy Făgăraș e Alba Julia – kardynał prezbiter S. Anastasio a Via Tiburtino; od 5 czerwca 1992 bez uprawnień elektorskich, zm. 22 maja 2002
3. Pio Laghi (Włochy), tytularny arcybiskup Mauriana, proprefekt Kongregacji Wychowania Katolickiego – kardynał diakon S. Maria Ausiliatrice in Via Tuscolana, następnie kardynał prezbiter S. Pietro in Vincoli (26 lutego 2002); od 21 maja 2002 bez uprawnień elektorskich, zm. 11 stycznia 2009
4. Edward Cassidy (Australia), tytularny arcybiskup Amanzia, przewodniczący Papieskiej Rady Promowania Jedności Chrześcijan – kardynał diakon S. Maria in Via Lata, następnie kardynał prezbiter S. Maria in Via Lata (26 lutego 2002); od 5 lipca 2004 bez uprawnień elektorskich, zm. 10 kwietnia 2021
5. Robert Coffy (Francja), arcybiskup Marsylii – kardynał prezbiter S. Luigi Maria Grignion de Montfort, zm. 15 lipca 1995
6. Frédéric Etsou-Nzabi-Bamungwabi CICM (Kongo), arcybiskup Kinszasy – kardynał prezbiter S. Lucia a Piazza d'Armi, zm. 6 stycznia 2007
7. Nicolás de Jesús López Rodriguez (Dominikana), arcybiskup Santo Domingo – kardynał prezbiter S. Pio X alla Balduina; od 31 października 2016 bez uprawnień elektorskich
8. José Tomas Sánchez (Filipiny), emerytowany arcybiskup Nueva Segovia, sekretarz Kongregacji Ewangelizacji Narodów – kardynał diakon S. Pio V a Villa Carpegna, następnie kardynał prezbiter S. Pio V a Villa Carpegna (26 lutego 2002); od 17 marca 2000 bez uprawnień elektorskich, zm. 9 marca 2012
9. Virgilio Noè (Włochy), tytularny arcybiskup Voncaria – kardynał diakon S. Giovanni Bosco, następnie kardynał prezbiter Regina Apostolorum (26 lutego 2002); od 30 marca 2002 bez uprawnień elektorskich, zm. 24 lipca 2011
10. Antonio Quarracino (Argentyna), arcybiskup Buenos Aires – kardynał prezbiter S. Maria della Salute a Primavalle, zm. 28 lutego 1998
11. Fiorenzo Angelini (Włochy), tytularny arcybiskup Messene, przewodniczący Papieskiej Rady Duszpasterstwa Służby Zdrowia – kardynał diakon S. Spirito in Sassia, następnie kardynał prezbiter S. Spirito in Sassia (26 lutego 2002); od 1 sierpnia 1996 bez uprawnień elektorskich, zm. 22 listopada 2014
12. Roger Mahony (USA), arcybiskup Los Angeles – kardynał prezbiter Ss. IV Coronati; od 27 lutego 2016 bez uprawnień elektorskich
13. Juan Jesús Posadas Ocampo (Meksyk), arcybiskup Guadalajary – kardynał prezbiter Nostra Signora di Guadalupe e S. Filippo Martire in Via Aurelia, zm. 24 maja 1993
14. Anthony Bevilacqua (USA), arcybiskup Filadelfii – kardynał prezbiter SS. Redentore e S. Alfonso in Via Merulana; od 17 czerwca 2003 bez uprawnień elektorskich, zm. 31 stycznia 2012
15. Giovanni Saldarini (Włochy), arcybiskup Turynu – kardynał prezbiter Sacro Cuore di Gesù a Castro Pretorio; od 11 grudnia 2004 bez uprawnień elektorskich, zm. 18 kwietnia 2011
16. Cahal Daly (Irlandia), arcybiskup Armagh – kardynał prezbiter S. Patrizio; od 1 października 1997 bez uprawnień elektorskich, zm. 31 grudnia 2009
17. Camillo Ruini (Włochy), tytularny arcybiskup Nepte, prowikariusz Rzymu – kardynał prezbiter S. Agnese fuori le mura; od 19 lutego 2011 bez uprawnień elektorskich
18. Ján Chryzostom Korec SJ (Słowacja), biskup Nitry – kardynał prezbiter Ss. Fabiano e Venanzio a Villa Fiorelli; od 22 stycznia 2004 bez uprawnień elektorskich, zm. 24 października 2015
19. Henri Schwery (Szwajcaria), biskup Sionu – kardynał prezbiter Ss. Protomartiri a Via Aurelia Antica; od 14 czerwca 2012 bez uprawnień elektorskich, zm. 7 stycznia 2021
20. Georg Sterzinsky (Niemcy), biskup Berlina – kardynał prezbiter S. Giuseppe all’Aurelio, zm. 30 czerwca 2011
21. Guido del Mestri (Włochy), tytularny arcybiskup Tuscamia – kardynał diakon S. Eustachio; od chwili nominacji bez uprawnień elektorskich, zm. 2 sierpnia 1993
22. Paolo Dezza SJ (Włochy) – kardynał diakon S. Ignazio di Loyola a Campo Marzio; od chwili nominacji bez uprawnień elektorskich, zm. 17 grudnia 1999

## Konsystorz z 26 listopada 1994
1. Nasrallah Pierre Sfeir (Liban), maronicki patriarcha Antiochii – kardynał-patriarcha; od 15 maja 2000 bez uprawnień elektorskich, zm. 12 maja 2019
2. Miloslav Vlk (Czechy), arcybiskup Pragi – kardynał prezbiter S. Croce in Gerusalemme; od 17 maja 2012 bez uprawnień elektorskich, zm. 18 marca 2017
3. Luigi Poggi (Włochy), tytularny arcybiskup Forontoniana, probibliotekarz i proarchiwista Świętego Kościoła Rzymskiego – kardynał diakon S. Maria in Domnica, następnie kardynał prezbiter S. Lorenzo in Lucina (24 lutego 2005); od 25 listopada 1997 bez uprawnień elektorskich, zm. 4 maja 2010
4. Peter Seiichi Shirayanagi (Japonia), arcybiskup Tokio – kardynał prezbiter S. Emerenziana a Tor Fiorenza; od 17 czerwca 2008 bez uprawnień elektorskich, zm. 30 grudnia 2009
5. Vincenzo Fagiolo (Włochy), emerytowany arcybiskup Chieti-Vasto, przewodniczący Papieskiej Rady ds. Interpretacji Tekstów Prawnych – kardynał diakon S. Teodoro; od 5 lutego 1998 bez uprawnień elektorskich, zm. 22 września 2000
6. Carlo Furno (Włochy), tytularny arcybiskup Abari, nuncjusz we Włoszech – kardynał diakon S. Cuore di Cristo Re, następnie kardynał prezbiter S. Cuore di Cristo Re (24 lutego 2005); od 2 grudnia 2001 bez uprawnień elektorskich, zm. 9 grudnia 2015
7. Carlos Oviedo Cavada OdeM (Chile), arcybiskup Santiago de Chile – kardynał prezbiter S. Maria della Scala, zm. 7 grudnia 1998
8. Thomas Winning (Wielka Brytania), arcybiskup Glasgow – kardynał prezbiter S. Andrea delle Fratte, zm. 17 czerwca 2001
9. Adolfo Antonio Suárez Rivera (Meksyk), arcybiskup Monterrey – kardynał prezbiter Nostra Signora di Guadelupe a Monte Mario; od 9 stycznia 2007 bez uprawnień elektorskich, zm. 23 marca 2008
10. Jaime Ortega (Kuba), arcybiskup Hawany – kardynał prezbiter Ss. Aquila e Priscilla, od 18 października 2016 bez uprawnień elektorskich, zm. 26 lipca 2019
11. Julius Darmaatmadja SJ (Indonezja), arcybiskup Semarang – kardynał prezbiter S. Cuore di Maria; od 20 grudnia 2014 bez uprawnień elektorskich
12. Jan Pieter Schotte CICM (Belgia), tytularny arcybiskup Silli, sekretarz generalny Synodu Biskupów, przewodniczący Urzędu Pracy Stolicy Apostolskiej – kardynał diakon S. Giuliano dei Fiamminghi, zm. 10 stycznia 2005
13. Pierre Eyt (Francja), arcybiskup Bordeaux – kardynał prezbiter SS. Trinita al Monte Pincio, zm. 11 czerwca 2001
14. Gilberto Agustoni (Szwajcaria), tytularny arcybiskup Caorle, proprefekt Sygnatury Apostolskiej – kardynał diakon Ss. Urbano e Lorenzo a Porta Prima, następnie kardynał prezbiter Ss. Urbano e Lorenzo a Porta Prima (24 lutego 2005); od 26 lipca 2002 bez uprawnień elektorskich, zm. 13 stycznia 2017
15. Emmanuel Wamala (Uganda), arcybiskup Kampali – kardynał prezbiter S. Ugo; od 15 grudnia 2006 bez uprawnień elektorskich
16. William Keeler (USA), arcybiskup Baltimore – kardynał prezbiter S. Maria degli Angeli; od 4 marca 2011 bez uprawnień elektorskich, zm. 23 marca 2017
17. Augusto Vargas Alzamora SJ (Peru), arcybiskup Limy – kardynał prezbiter S. Roberto Bellarmino, zm. 4 września 2000
18. Jean-Claude Turcotte (Kanada), arcybiskup Montrealu – kardynał prezbiter Nostra Signora del SS. Sacramento e Santi Martiri Canadesi, zm. 8 kwietnia 2015
19. Ricardo María Carles Gordó (Hiszpania), arcybiskup Barcelony – kardynał prezbiter S. Maria Consolatrice al Tiburtino; od 24 września 2006 bez uprawnień elektorskich, zm. 17 grudnia 2013
20. Adam Maida (USA), arcybiskup Detroit – kardynał prezbiter Ss. Vitale, Valeria, Gervasio e Protasio; od 18 marca 2010 bez uprawnień elektorskich
21. Vinco Puljic (Bośnia i Hercegowina), arcybiskup Sarajewa – kardynał prezbiter S. Chiara a Vigna Clara
22. Armand Gaétan Razafindratandra (Madagaskar), arcybiskup Tananarivy – kardynał prezbiter Ss. Silvestro e Martino; od 7 sierpnia 2005 bez uprawnień elektorskich, zm. 9 stycznia 2010
23. Paul Joseph Phạm Đình Tụng (Wietnam), arcybiskup Hanoi – kardynał prezbiter S. Maria Regina Pacis in Ostia Mare; od 20 maja 1999 bez uprawnień elektorskich, zm. 22 lutego 2009
24. Juan Sandoval Íñiguez (Meksyk), arcybiskup Guadalajary – kardynał prezbiter Nostra Signora di Guadelupe e S. Filippo Martire in Via Aurelia; od 28 marca 2013 bez uprawnień elektorskich
25. Bernardino Echeverría Ruiz OFM (Ekwador), emerytowany arcybiskup Guayaquil, adm. ap. Ibarra – kardynał prezbiter Ss. Nereo ed Achilleo; od chwili nominacji bez uprawnień elektorskich, zm. 6 kwietnia 2000
26. Kazimierz Świątek (Białoruś), arcybiskup Mińska-Mohylewa, adm. ap. Pińska – kardynał prezbiter S. Gerardo Maiella; od chwili nominacji bez uprawnień elektorskich, zm. 21 lipca 2011
27. Ersilio Tonini (Włochy), emerytowany arcybiskup Rawenny-Cervia – kardynał prezbiter SS. Redentore a Via Melania; od chwili nominacji bez uprawnień elektorskich, zm. 28 lipca 2013
28. Mikel Koliqi (Albania) – kardynał diakon Ognissanti in Via Apia Nuova; od chwili nominacji bez uprawnień elektorskich, zm. 28 stycznia 1997
29. Yves-Marie-Joseph Congar OP (Francja) – kardynał diakon S. Sebastiano al Palatino; od chwili nominacji bez uprawnień elektorskich, zm. 22 czerwca 1995
30. Alois Grillmeier SJ (Niemcy) – kardynał diakon S. Nicola in Carcere; od chwili nominacji bez uprawnień elektorskich, zm. 13 września 1998

## Konsystorz z 21 lutego 1998
Kościoły tytularne zostały nadane 21 lutego 1998.
1. Jorge Medina Estévez (Chile), emerytowany arcybiskup Valparaiso, proprefekt Kongregacji Kultu Bożego i Dyscypliny Sakramentów – kardynał diakon S. Saba, następnie kardynał prezbiter S. Saba (1 marca 2008); od 23 grudnia 2006 bez uprawnień elektorskich, zm. 3 października 2021
2. Alberto Bovone (Włochy), tytularny arcybiskup Cezarei Numidyjskiej, proprefekt Kongregacji Spraw Kanonizacyjnych – kardynał diakon Ognissanti in Via Appia Nuova, zm. 17 kwietnia 1998
3. Darío Castrillón Hoyos (Kolumbia), emerytowany arcybiskup Bucaramanga, proprefekt Kongregacji ds. Duchowieństwa – kardynał diakon SS. Nome di Maria al Foro Traiano, następnie kardynał prezbiter SS. Nome di Maria al Foro Traiano (1 marca 2008); od 4 lipca 2009 bez uprawnień elektorskich, zm. 18 maja 2018
4. Lorenzo Antonetti (Włochy), tytularny arcybiskup Roselle, przewodniczący Administracji Patrymonium Stolicy Apostolskiej – kardynał diakon S. Agnese in Agone, następnie kardynał prezbiter S. Agnese in Agone (1 marca 2008); od 31 lipca 2002 bez uprawnień elektorskich, zm. 10 kwietnia 2013
5. James Stafford (USA), emerytowany arcybiskup Denver, przewodniczący Papieskiej Rady ds. Laikatu – kardynał diakon Gesu Nuon Pastore alla Montagnola, następnie kardynał prezbiter S. Pietro in Montorio (1 marca 2008); od 26 lipca 2012 bez uprawnień elektorskich
6. Salvatore De Giorgi (Włochy), arcybiskup Palermo – kardynał prezbiter S. Maria in Aracoeli; od 6 września 2010 bez uprawnień elektorskich
7. Serafim Fernandes de Araújo (Brazylia), arcybiskup Belo Horizonte – kardynał prezbiter S. Luigi Maria Grignion de Montfort; od 13 sierpnia 2004 bez uprawnień elektorskich, zm. 8 października 2019
8. Antonio María Rouco Varela (Hiszpania), arcybiskup Madrytu – kardynał prezbiter S. Lorenzo in Damaso; od 20 sierpnia 2016 bez uprawnień elektorskich
9. Aloysius Ambrozic (Kanada), arcybiskup Toronto – kardynał prezbiter Ss. Marcellino e Pietro; od 27 stycznia 2010 bez uprawnień elektorskich, zm. 26 sierpnia 2011
10. Jean Balland (Francja), arcybiskup Lyonu – kardynał prezbiter S. Pietro in Vincoli, zm. 1 marca 1998
11. Dionigi Tettamanzi (Włochy), arcybiskup Genui – kardynał prezbiter Ss. Ambrogio e Carlo; od 14 marca 2014 bez uprawnień elektorskich, zm. 5 sierpnia 2017
12. Polycarp Pengo (Tanzania), arcybiskup Dar-es-Salaam – kardynał prezbiter Nostra Signore de La Salette; od 5 sierpnia 2024 bez uprawnień elektorskich
13. Christoph Schönborn OP (Austria), arcybiskup Wiednia – kardynał prezbiter Gesu Divin Lavoratore; od 22 stycznia 2025 bez uprawnień elektorskich
14. Norberto Rivera Carrera (Meksyk), arcybiskup Meksyku – kardynał prezbiter S. Francesco d’Assisi a Ripa Grande; od 6 czerwca 2022 bez uprawnień elektorskich[1].
15. Francis George OMI (USA), arcybiskup Chicago – kardynał prezbiter S. Bartolomeo all’Isola, zm. 17 kwietnia 2015
16. Paul Shan Kuo-hsi SJ (Republika Chińska – Tajwan), biskup Kaohsiung – kardynał prezbiter S. Crisogono; od 3 grudnia 2003 bez uprawnień elektorskich, zm. 22 sierpnia 2012
17. Adam Kozłowiecki SJ (Polska/Zambia), tytularny arcybiskup Potenza Picena – kardynał prezbiter S. Andrea al Quirinale; od chwili nominacji bez uprawnień elektorskich, zm. 28 września 2007
18. Giovanni Cheli (Włochy), tytularny arcybiskup S. Giusta, przewodniczący Papieskiej Rady ds. Duszpasterstwa Imigrantów – kardynał diakon Ss. Cosma e Damiano, następnie kardynał prezbiter Ss. Cosma e Damiano (1 marca 2008); od 4 października 1998 bez uprawnień elektorskich, zm. 8 lutego 2013
19. Francesco Colasuonno (Włochy), tytularny arcybiskup Tronto, nuncjusz we Włoszech – kardynał diakon S. Eugenio, zm. 31 maja 2003
20. Dino Monduzzi (Włochy), tytularny biskup Capri, prefekt Domu Papieskiego – kardynał diakon S. Sebastiano al Palatino; od 2 kwietnia 2002 bez uprawnień elektorskich, zm. 13 października 2006

### Nominacjein pectore, opublikowane 21 lutego 2001
1. Marian Jaworski (Ukraina), arcybiskup Lwowa – kardynał prezbiter S. Sisto (tytuł nadany 21 lutego 2001); od 21 sierpnia 2006 bez uprawnień elektorskich, zm. 5 września 2020
2. Jānis Pujats (Łotwa), arcybiskup Rygi – kardynał prezbiter S. Silvia (tytuł nadany 21 lutego 2001); od 14 listopada 2010 bez uprawnień elektorskich

Papież ogłosił także, że zamierzał mianować kardynałem zmarłego w dzień nominacji arcybiskupa Josipa Uhača.

## Konsystorz z 21 lutego 2001
1. Giovanni Battista Re (Włochy), tytularny arcybiskup Vescovio, prefekt Kongregacji ds. Biskupów, przewodniczący Papieskiej Komisji ds. Ameryki Łacińskiej – kardynał prezbiter Ss. XII Apostoli, następnie kardynał biskup Sabina-Poggio Mirteto (1 października 2002), kardynał biskup Ostii i Sabina-Poggio Mirteto (25 stycznia 2020); od 30 stycznia 2014 bez uprawnień elektorskich
2. François Xavier Nguyễn Văn Thuận (Wietnam), tytularny arcybiskup Vadesi, przewodniczący Iustitia et Pax – kardynał diakon S. Maria della Scala, zm. 16 września 2002
3. Agostino Cacciavillan (Włochy), tytularny arcybiskup Amiterno, przewodniczący Administracji Patrymonium Stolicy Apostolskiej – kardynał diakon Ss. Angeli Custodi a Citta Giardino, następnie kardynał prezbiter Ss. Angeli Custodi a Citta Giardino (21 lutego 2011); od 14 sierpnia 2006 bez uprawnień elektorskich, zm. 5 marca 2022
4. Sergio Sebastiani (Włochy), tytularny arcybiskup Cezarei Numidyjskiej, przewodniczący Prefektury Spraw Ekonomicznych Stolicy Apostolskiej – kardynał diakon S. Eustachio, następnie kardynał prezbiter S. Eustachio (21 lutego 2011); od 11 kwietnia 2011 bez uprawnień elektorskich, zm. 16 stycznia 2024
5. Zenon Grocholewski (Polska), tytularny arcybiskup Agropolis, prefekt Kongregacji Wychowania Katolickiego – kardynał diakon S. Nicola in Carcere, następnie kardynał prezbiter S. Nicola in Carcere (21 lutego 2011); od 11 października 2019 bez uprawnień elektorskich, zm. 17 lipca 2020
6. José Saraiva Martins CMF (Portugalia), tytularny arcybiskup Tuburnica, prefekt Kongregacji Spraw Kanonizacyjnych – kardynał diakon Nostra Signora del Sacro Cuore, następnie kardynał biskup Palestriny (24 lutego 2009); od 6 stycznia 2012 bez uprawnień elektorskich
7. Crescenzio Sepe (Włochy), tytularny arcybiskup Grado, sekretarz generalny ds. Jubileuszu 2000 r. – kardynał diakon Dio Padre misericordioso, następnie kardynał prezbiter Dio Padre misericordioso (20 maja 2006); od 2 czerwca 2023 bez uprawnień elektorskich
8. Jorge María Mejía (Argentyna), tytularny arcybiskup Apollonii, bibliotekarz i archiwista Świętego Kościoła Rzymskiego – kardynał diakon S. Giorlamo della Carità, następnie kardynał prezbiter S. Giorlamo della Carità (21 lutego 2011); od 31 stycznia 2003 bez uprawnień elektorskich, zm. 9 grudnia 2014
9. Ignacy Mojżesz I Daoud (Syria), syryjskokatolicki patriarcha Antiochii, prefekt Kongregacji Kościołów Wschodnich – kardynał-patriarcha; od 18 września 2010 bez uprawnień elektorskich, zm. 7 kwietnia 2012
10. Mario Francesco Pompedda (Włochy), tytularny arcybiskup Biscarcio, prefekt Sygnatury Apostolskiej – kardynał diakon Annunciazione della B.V.M. a Bia Ardeatina, zm. 18 października 2006
11. Walter Kasper (Niemcy), emerytowany biskup Rottenburga-Stuttgartu, sekretarz Papieskiej Rady ds. Jedności Chrześcijan – kardynał diakon Ognissanti in Via Appia Nuova, następnie kardynał prezbiter Ognissanti in Via Appia Nuova (21 lutego 2011); od 13 marca 2013 bez uprawnień elektorskich[2]
12. Johannes Joachim Degenhardt (Niemcy), arcybiskup Paderborn – kardynał prezbiter S. Liborio, zm. 25 lipca 2002
13. Antonio José González Zumárraga (Ekwador), arcybiskup Quito – kardynał prezbiter S. Maria in Via; od 18 marca 2005 bez uprawnień elektorskich, zm. 13 października 2008
14. Ivan Dias (Indie), arcybiskup Bombaju – kardynał prezbiter Spirito Santo alla Ferratella; od 14 kwietnia 2016 bez uprawnień elektorskich, zm. 19 czerwca 2017
15. Geraldo Majella Agnelo (Brazylia), arcybiskup São Salvador da Bahia – kardynał prezbiter S. Gregorio Magno alla Magliana Nuova; od 19 października 2013 bez uprawnień elektorskich, zm. 26 sierpnia 2023
16. Pedro Rubiano Sáenz (Kolumbia), arcybiskup Bogoty – kardynał prezbiter Transfigurazione di Nostro Signore Gesu Cristo; od 13 września 2012 bez uprawnień elektorskich, zm. 15 kwietnia 2024
17. Theodore McCarrick (USA), arcybiskup Waszyngtonu – kardynał prezbiter Ss. Nereo ed Achilleo; od 7 lipca 2010 bez uprawnień elektorskich, zrezygnował z godności kardynalskiej 28 lipca 2018, zm. 3 kwietnia 2025
18. Desmond Connell (Irlandia), arcybiskup Dublina – kardynał prezbiter S. Silvestro in Capite; od 24 marca 2006 bez uprawnień elektorskich, zm. 21 lutego 2017
19. Audrys Bačkis (Litwa), arcybiskup Wilna – kardynał prezbiter Nativita di Nostro Signore Gesu Cristo a Via Gallia; od 1 lutego 2017 bez uprawnień elektorskich
20. Francisco Javier Errázuriz Ossa Sch (Chile), arcybiskup Santiago de Chile – kardynał prezbiter S. Maria della Pace, od 5 września 2013 bez uprawnień elektorskich
21. Julio Terrazas Sandoval CSsR (Boliwia), arcybiskup Santa Cruz – kardynał prezbiter S. Giovanni Battista de’ Rossi, zm. 9 grudnia 2015
22. Wilfrid Fox Napier OFM (RPA), arcybiskup Durban – kardynał prezbiter S. Francesco d’Assisi ad Acilia; od 8 marca 2021 bez uprawnień elektorskich
23. Óscar Andrés Rodríguez Maradiaga SDB (Honduras), arcybiskup Tegucigalpa – kardynał prezbiter S. Maria della Speranza; od 29 grudnia 2022 bez uprawnień elektorskich
24. Bernard Agré (Wybrzeże Kości Słoniowej), arcybiskup Abidżanu – kardynał prezbiter S. Giovanni Crisostomo a Monte S. Alto; od 2 marca 2006 bez uprawnień elektorskich, zm. 9 czerwca 2014
25. Louis-Marie Billé (Francja), arcybiskup Lyonu – kardynał prezbiter S. Pietro in Vincoli, następnie kardynał prezbiter SS. Trinità al Monte Pincio (22 lipca 2001), zm. 12 marca 2002
26. Ignacio Velasco SDB (Wenezuela), arcybiskup Caracas – kardynał prezbiter S. Maria Domenica Mazzarello, zm. 6 lipca 2003
27. Juan Luis Cipriani Thorne Opus Dei (Peru), arcybiskup Limy – kardynał prezbiter S. Camillo de Lellis; od 28 grudnia 2023 bez uprawnień elektorskich
28. Francisco Álvarez Martínez (Hiszpania), arcybiskup Toledo – kardynał prezbiter S. Maria „Regina Pacis”; od 14 lipca 2005 bez uprawnień elektorskich, zm. 5 stycznia 2022
29. Cláudio Hummes OFM (Brazylia), arcybiskup São Paulo – kardynał prezbiter S. Antonio da Padova in Via Merulana; od 8 sierpnia 2014 bez uprawnień elektorskich, zm. 4 lipca 2022
30. Varkey Vithayathil CSsR (Indie), syromalabarski arcybiskup większy Ernakulum-Angamaly – kardynał prezbiter S. Bernardo alle Terme; od 29 maja 2007 bez uprawnień elektorskich, zm. 1 kwietnia 2011
31. Jorge Mario Bergoglio SJ (Argentyna), arcybiskup Buenos Aires – kardynał prezbiter S. Roberto Bellarmino; od 13 marca 2013 papież Franciszek, zm. 21 kwietnia 2025
32. José da Cruz Policarpo (Portugalia), patriarcha Lizbony – kardynał prezbiter S. Antonio in Campo Marzio, zm. 12 marca 2014
33. Severino Poletto (Włochy), arcybiskup Turynu – kardynał prezbiter S. Giuseppe in Via Trionfale; od 18 marca 2013 bez uprawnień elektorskich, zm. 17 grudnia 2022
34. Cormac Murphy-O’Connor (Wielka Brytania), arcybiskup Westminster – kardynał prezbiter S. Maria sopra Minerva; od 24 sierpnia 2012 bez uprawnień elektorskich, zm. 1 września 2017
35. Edward Egan (USA), arcybiskup Nowego Jorku – kardynał prezbiter Ss. Giovanni e Paolo; od 2 kwietnia 2012 bez uprawnień elektorskich, zm. 5 marca 2015
36. Lubomyr Huzar MSU (Ukraina), greckokatolicki arcybiskup Lwowa – kardynał prezbiter S. Sofia a Via Boccea; od 26 lutego 2013 bez uprawnień elektorskich, zm. 31 maja 2017
37. Karl Lehmann (Niemcy), biskup Moguncji – kardynał prezbiter S. Leone I; od 16 maja 2016 bez uprawnień elektorskich, zm. 11 marca 2018
38. Stefan II Gattas (Egipt), koptyjski patriarcha Aleksandrii – kardynał-patriarcha; od chwili nominacji bez uprawnień elektorskich, zm. 20 stycznia 2009
39. Jean Honoré (Francja), emerytowany arcybiskup Tours – kardynał prezbiter S. Maria della Salute a Primavalle; od chwili nominacji bez uprawnień elektorskich, zm. 28 lutego 2013
40. Roberto Tucci SJ (Włochy), dyrektor Komitetu Administracyjnego Radia Watykańskiego – kardynał diakon S. Ignazio di Loyola a Campo Marzio, następnie kardynał prezbiter S. Ignazio di Loyola a Campo Marzio (21 lutego 2011); od 19 kwietnia 2001 bez uprawnień elektorskich, zm. 14 kwietnia 2015
41. Leo Scheffczyk (Niemcy) – kardynał diakon S. Francesco Saverio alla Garbatella; od chwili nominacji bez uprawnień elektorskich, zm. 8 grudnia 2005
42. Avery Dulles SJ (USA), prof. Uniwersytetu Fordham – kardynał diakon SS. Nome di Gesu e Maria in Via Lata; od chwili nominacji bez uprawnień elektorskich, zm. 12 grudnia 2008

## Konsystorz z 21 października 2003
1. Jean-Louis Tauran (Francja), tytularny arcybiskup Telepte, sekretarz ds. Relacji z Państwami Sekretariatu Stanu – kardynał diakon S. Apollinare, następnie kardynał prezbiter S. Apollinare (12 czerwca 2014), zm. 5 lipca 2018
2. Renato Raffaele Martino (Włochy), tytularny arcybiskup Segerme, przewodniczący Iustitia et Pax – kardynał diakon S. Francesco di Paola ai Monti; od 23 listopada 2012 bez uprawnień elektorskich, zm. 28 października 2024
3. Francesco Marchisano (Włochy), tytularny arcybiskup Populonii, archiprezbiter bazyliki watykańskiej, wikariusz Watykanu, przewodniczący Fabryki św. Piotra – kardynał diakon S. Lucia de Gonfalone, następnie kardynał prezbiter S. Lucia de Gonfalone (12 czerwca 2014); od 25 czerwca 2009 bez uprawnień elektorskich, zm. 27 lipca 2014
4. Julian Herranz Casado (Hiszpania), tytularny arcybiskup Vertara, przewodniczący Papieskiej Rady ds. Interpretacji Tekstów Prawnych oraz Komisji Dyscyplinarnej Kurii – kardynał diakon S. Eugenio, następnie kardynał prezbiter S. Eugenio (12 czerwca 2014); od 31 marca 2010 bez uprawnień elektorskich
5. Javier Lozano Barragán (Meksyk), emerytowany arcybiskup Zacatecas, przewodniczący Papieskiej Rady ds. Duszpasterstwa Służby Zdrowia – kardynał diakon S. Michele Arcangelo, następnie kardynał prezbiter S. Dorotea (12 czerwca 2014); od 26 stycznia 2013 bez uprawnień elektorskich, zm. 20 kwietnia 2022
6. Stephen Fumio Hamao (Japonia), emerytowany arcybiskup Jokohamy, przewodniczący Papieskiej Rady Duszpasterstwa Imigrantów – kardynał diakon S. Giovanni Bosco in via Tuscolana, zm. 8 listopada 2007
7. Attilio Nicora (Włochy), emerytowany arcybiskup Werony, przewodniczący Administracji Patrymonium Stolicy Apostolskiej – kardynał diakon S. Filippo Neri in Eurosia, następnie kardynał prezbiter S. Filippo Neri in Eurosia (12 czerwca 2014); od 16 marca 2017 bez uprawnień elektorskich, zm. 22 kwietnia 2017
8. Angelo Scola (Włochy), patriarcha Wenecji – kardynał prezbiter Ss. XII Apostoli; od 7 listopada 2021 bez uprawnień elektorskich
9. Anthony Olubumni Okogie (Nigeria), arcybiskup Lagos – kardynał prezbiter Beata Vergine Maria del Monte Carmelo a Mostacciano; od 16 czerwca 2016 bez uprawnień elektorskich
10. Bernard Panafieu (Francja), arcybiskup Marsylii – kardynał prezbiter S. Gregorio Barbarigo alle Tre Fontane; od 26 stycznia 2011 bez uprawnień elektorskich, zm. 12 listopada 2017
11. Gabriel Zubeir Wako (Sudan), arcybiskup Chartumu – kardynał prezbiter S. Atanasio a Via Tiburtina; od 27 lutego 2021 bez uprawnień elektorskich
12. Carlos Amigo Vallejo OFM (Hiszpania), arcybiskup Sewilli – kardynał prezbiter S. Maria in Montserrato degli Spagnoli; od 23 sierpnia 2014 bez uprawnień elektorskich, zm. 27 kwietnia 2022
13. Justin Francis Rigali (USA), arcybiskup Filadelfii – kardynał prezbiter S. Prisca; od 19 kwietnia 2015 bez uprawnień elektorskich
14. Keith Michael Patrick O’Brien (Wielka Brytania), arcybiskup St. Andrews-Edynburga – kardynał prezbiter Ss. Gioacchino e Anna al Tuscolano; od 20 marca 2015 bez uprawnień elektorskich[3], zm. 19 marca 2018
15. Eusebio Scheid SCI (Brazylia), arcybiskup Rio de Janeiro – kardynał prezbiter Ss. Bonifacio ed Alessio; od 8 grudnia 2012 bez uprawnień elektorskich, zm. 13 stycznia 2021
16. Ennio Antonelli (Włochy), arcybiskup Florencji – kardynał prezbiter S. Andrea delle Fratte; od 18 listopada 2016 bez uprawnień elektorskich
17. Tarcisio Bertone SDB (Włochy), arcybiskup Genui – kardynał prezbiter S. Maria Ausiliatrice in via Tuscolana, następnie kardynał biskup Frascati (10 maja 2008); od 2 grudnia 2014 bez uprawnień elektorskich
18. Peter Turkson (Ghana), arcybiskup Cape Coast – kardynał prezbiter S. Liborio
19. Telesphore Toppo (Indie), arcybiskup Ranchi – kardynał prezbiter S. Cuore di Gesu agonizzante a Vitinia; od 15 października 2019 bez uprawnień elektorskich, zm. 4 października 2023
20. George Pell (Australia), arcybiskup Sydney – kardynał prezbiter S. Maria Domenica Mazzarello; od 8 czerwca 2021 bez uprawnień elektorskich, zm. 10 stycznia 2023
21. Josip Bozanic (Chorwacja), arcybiskup Zagrzebia – kardynał prezbiter S. Girolamo dei Croati
22. Jean-Baptiste Phạm Minh Mẫn (Wietnam), arcybiskup Hôchiminh – kardynał prezbiter S. Giustini; od 5 marca 2014 bez uprawnień elektorskich
23. Rodolfo Quezada Toruño (Gwatemala), arcybiskup Gwatemali – kardynał prezbiter S. Saturnino; od 8 marca 2012 bez uprawnień elektorskich, zm. 4 czerwca 2012
24. Philippe Barbarin (Francja), arcybiskup Lyonu – kardynał prezbiter SS. Trinita al Monte Pincio
25. Péter Erdő (Węgry), arcybiskup Ostrzyhomia-Budapesztu – kardynał prezbiter S. Balbina, następnie kardynał prezbiter S. Maria Nuova (29 marca 2023)
26. Marc Ouellet PSS (Kanada), arcybiskup Quebecu – kardynał prezbiter S. Maria in Traspontina, następnie kardynał biskup S. Maria in Traspontina (28 czerwca 2018); od 8 czerwca 2024 bez uprawnień elektorskich
27. Georges Cottier OP (Szwajcaria), Teolog Domu Papieskiego, sekretarz generalny Międzynarodowej Komisji Teologicznej, tytularny arcybiskup Tullia – kardynał diakon Ss. Domenico e Sisto, następnie kardynał prezbiter Ss. Domenico e Sisto (12 czerwca 2014); od chwili nominacji bez uprawnień elektorskich, zm. 31 marca 2016
28. Gustaaf Joos (Belgia), tytularny arcybiskup Ieper – kardynał diakon S. Pier Damiani ai Monti di San Paolo; od chwili nominacji bez uprawnień elektorskich, zm. 2 listopada 2004
29. Tomas Spidlik SJ (Czechy) – kardynał diakon S. Agata dei Goti; od chwili nominacji bez uprawnień elektorskich, zm. 16 kwietnia 2010
30. Stanisław Nagy SCI, tytularny arcybiskup Hólar (Polska) – kardynał diakon S. Maria della Scala; od chwili nominacji bez uprawnień elektorskich, zm. 5 czerwca 2013

W 2003, mianując kardynałów, Jan Paweł II zachował imię jednego kardynała w tajemnicy, w swoim sercu (łac.: in pectore). Jednak wobec niespełnienia formalnego warunku podania przez papieża nazwiska tego kardynała w obecności przynajmniej dwóch świadków, z chwilą śmierci Jana Pawła II ten wybór przestał obowiązywać (nawet gdyby udało się ustalić kogo papież miał na myśli).